# 磯撫で

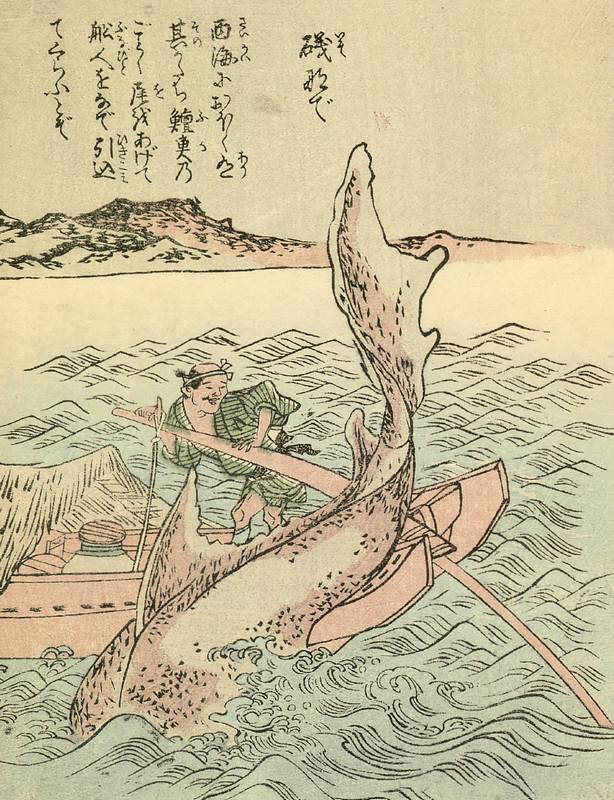
竹原春泉画『絵本百物語』より「磯撫で」

磯撫で（いそなで）は、肥前松浦をはじめ西日本近海に伝わる怪魚。江戸時代の奇談集『絵本百物語』に記述がある。古書『本草異考』では巨口鰐（おおぐちわに）と呼ばれている。

## 概要
外見はサメに似ており、尾びれに細かい針がおろし金のように無数にある。
北風が強く吹くと現れ、近くの海を通りかかる船を襲う。その襲い方は実に巧みで、水を蹴散らして泳ぐのではなく、あたかも海面を撫でるかのように近づき、人を襲うまでは決して姿を見せない。そして尾びれの針で人を引っ掛けて海中に落とし、食べてしまう。
船に乗っている人は、磯撫での接近にまず気づくことはない。何となく海の色が変わったと思った時点で既に手遅れであり、仰ぐような風を感じると、それが海面から浮かび上がった磯撫での尾の起こした風である。磯撫でが現れたと気づいた頃には、既に尾びれで捕えられている結果となる。
船乗りにとっては決して防ぐことのできない恐るべき存在であり、また魚を釣るはずの人間が逆に魚に釣り上げられてしまうという、皮肉な存在でもある。
「磯撫で」の名の由来は、海面を撫でるかのような現れ方が由来という説や、尾びれで人を襲う様子が撫でるように見えるという説がある。
三重県熊野市では、海辺に死人がいると「磯撫でに撫でられたのだろう」といわれたという。
妖怪研究家・多田克己の推測によれば、この磯撫では想像上のものではなく、シャチのことを指しているとしている。しかしシャチには磯撫でのような尾の針などはないが、多田克己は、室町時代頃に日本が中国や東南アジアと貿易し始めたことから、東南アジアに進出した日本人が現地のイリエワニを見て、そのイリエワニの背から尾にかけての突起が、磯撫での尾の針などの表現につながったと推測している。

## 類話
島根県邇摩郡温泉津町（現・大田市）には「影鰐（かげわに）」という怪魚が伝わる。出雲地方の海に棲む怪魚で、海面に映った船乗りの影を飲み込み、影を奪われた者は必ず死んでしまうという。
影を飲まれそうになった船夫が逆に影鰐を銃で撃ち殺したところ、陸に上がって浜を歩いているとき、影鰐の骨が足の裏に刺さって死んでしまったという。